# ستاد مرکزی بانک شانگهای
ستاد مرکزی بانک شانگهای (انگلیسی: Bank of Shanghai Headquarters) ساختمان اداری ۴۶ طبقه مستقر در شهر شانگهای، چین است، که در سال ۲۰۰۵ احداث گردید.